# Brent Weeks

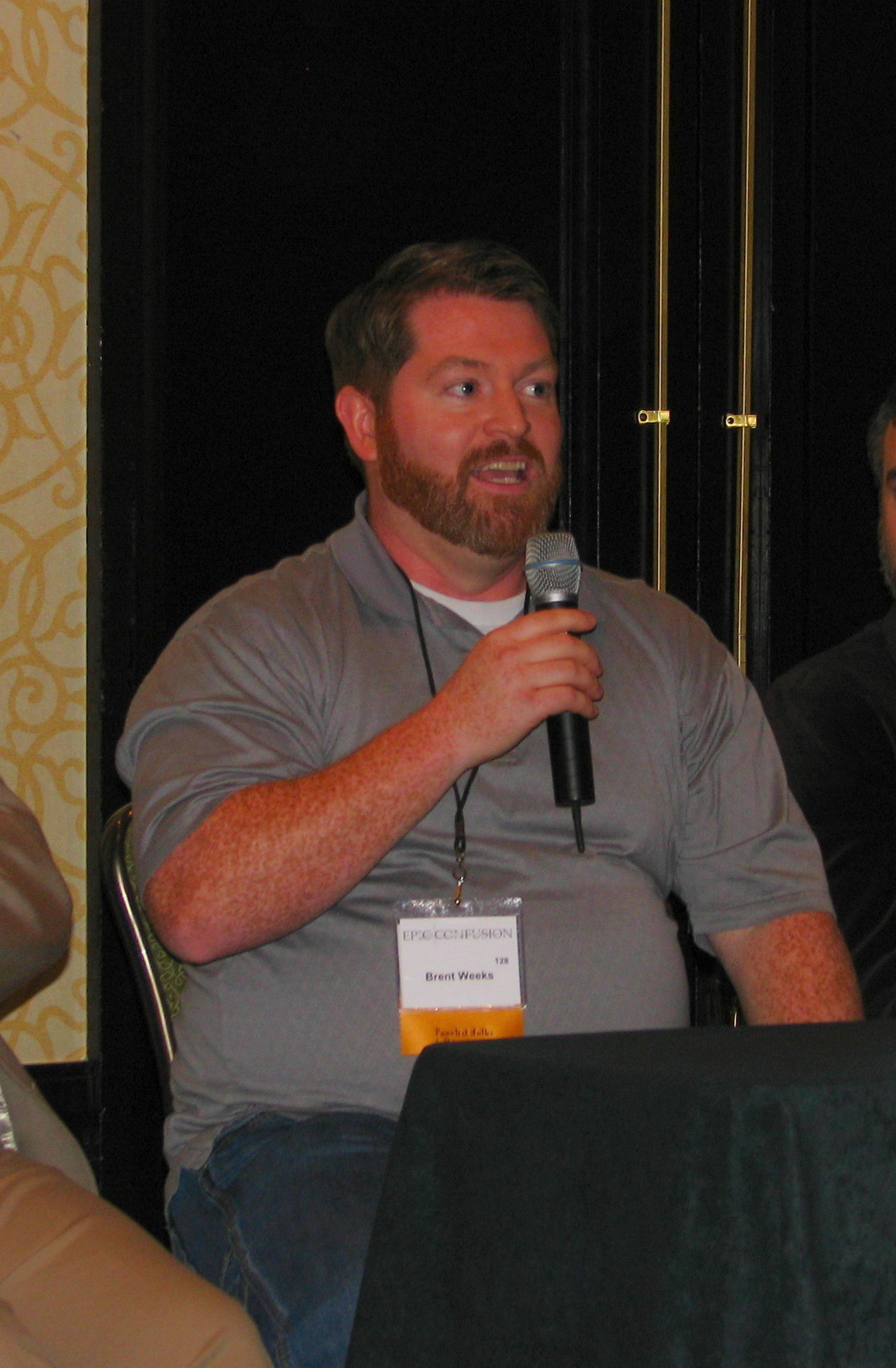
Brent Weeks

Brent Weeks (Montana, 7 maart 1977) is een Amerikaans schrijver. Hij studeerde af aan het Hillsdale College in de Engelse literatuur en werkte een tijdje als leraar en barkeeper voor hij besloot fulltime te gaan schrijven.
Weeks eerste werk, The Night Angel Trilogy, waarvan alle drie geplande delen ondertussen zijn verschenen, werd gepubliceerd door Orbit Books. De boeken startten met succes in de New York Times-bestsellerlijst en werden tot dusver diverse keren herdrukt en in verschillende talen vertaald, waaronder in het Nederlands.
Brents laatste boek, The Broken Eye, is het derde deel van zijn tweede serie The Lightbringer. Tussen het schrijven van The Black Prism en The Blinding Knife heeft hij ook nog Perfect Shadow geschreven. Dit is een prequel op The Night Angel Trilogy en vertelt meer over het leven van Durzo Blint voor The Night Angel trilogy.